# 이스라엘-팔레스타인 분쟁
이스라엘-팔레스타인 분쟁(히브리어: הסכסוך הישראלי-פלסטיני, 아랍어: القضية الفلسطينية)은 팔레스타인 영토를 둘러싼 이스라엘과 팔레스타인의 관계에서 발생한 분쟁의 총칭을 말한다.
이스라엘-팔레스타인 갈등은 20세기 중반 아랍-이스라엘 갈등 속에서 시작된 이스라엘과 팔레스타인 사이의 지속적인 투쟁이다. 이스라엘-팔레스타인 평화 과정의 일환으로 분쟁을 해결하기 위한 다양한 시도가 있었다. 이스라엘과 팔레스타인 간에는 종교 분쟁, 영토 분쟁, 역사를 분쟁의 복합적인 원인으로 하여 크고 작은 분쟁이 지속되고 있다.
특히 영토 분쟁은 밸푸어 선언이 그 원인으로 영국이 이스라엘을 건국하려는 유대인들에게 고향으로 되돌아가서 새로 나라를 건국할 수 있도록 도와주었으나 그 과정에서 원래 거주하고 있던 팔레스타인 사람들을 무력으로 추방시킨 뒤 그 땅을 유대인에게 양도한 것이다.

## ? 보기
- 2021년 이스라엘–팔레스타인 위기
- 아랍-이스라엘 분쟁
- 가자-이스라엘 분쟁.